# Hengstparade (Zuchtschau)

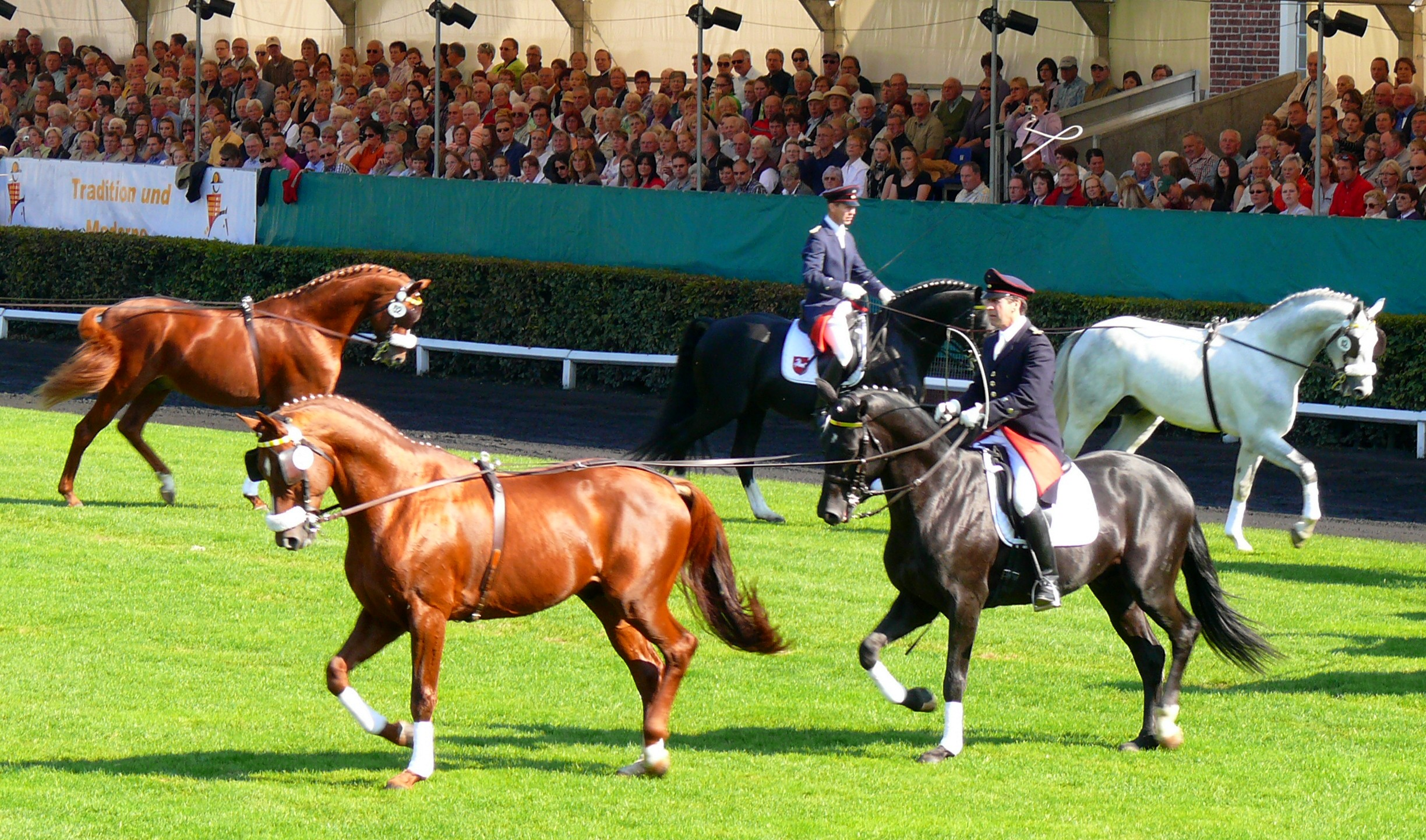
Hengstparade in Celle, 2011

Hengstparaden oder Hengstschauen sind Zuchtschauen, bei denen die Deckhengste eines Gestüts den interessierten Züchtern vorgestellt und bewertet werden. Die weitere Verwendung der Tiere hängt dabei vom Erreichen bestimmter Standards der Zuchtverbände ab.
Im Laufe der Zeit entwickelten sich die Hengstparaden zu gesellschaftlich-sportlichen Ereignissen mit Dressur- und Fahrvorführungen weiter.
Hengstparaden finden üblicherweise jährlich statt, oft an mehreren aufeinander folgenden Wochenenden, vorwiegend in den Landgestüten. 

## Bekannte Hengstparaden
Bekannte Hengstparaden werden durchgeführt durch:
- das Niedersächsische Landgestüt Celle
- das Hessische Landgestüt Dillenburg
- den Islandpferde Zucht- und Sportverein Nord (Norddeutsche Hengstparade in Jesteburg)
- das Baden-Württembergische Haupt- und Landgestüt Marbach; siehe Hengstparade (Marbach)
- das Sächsische und Thüringische Landgestüt Moritzburg
- das Brandenburgische Haupt- und Landgestüt Neustadt/Dosse
- das Mecklenburg-Vorpommersche Landgestüt Redefin
- das Nordrhein-Westfälische Landgestüt Warendorf; siehe Hengstparade (Warendorf)